# 涮羊肉

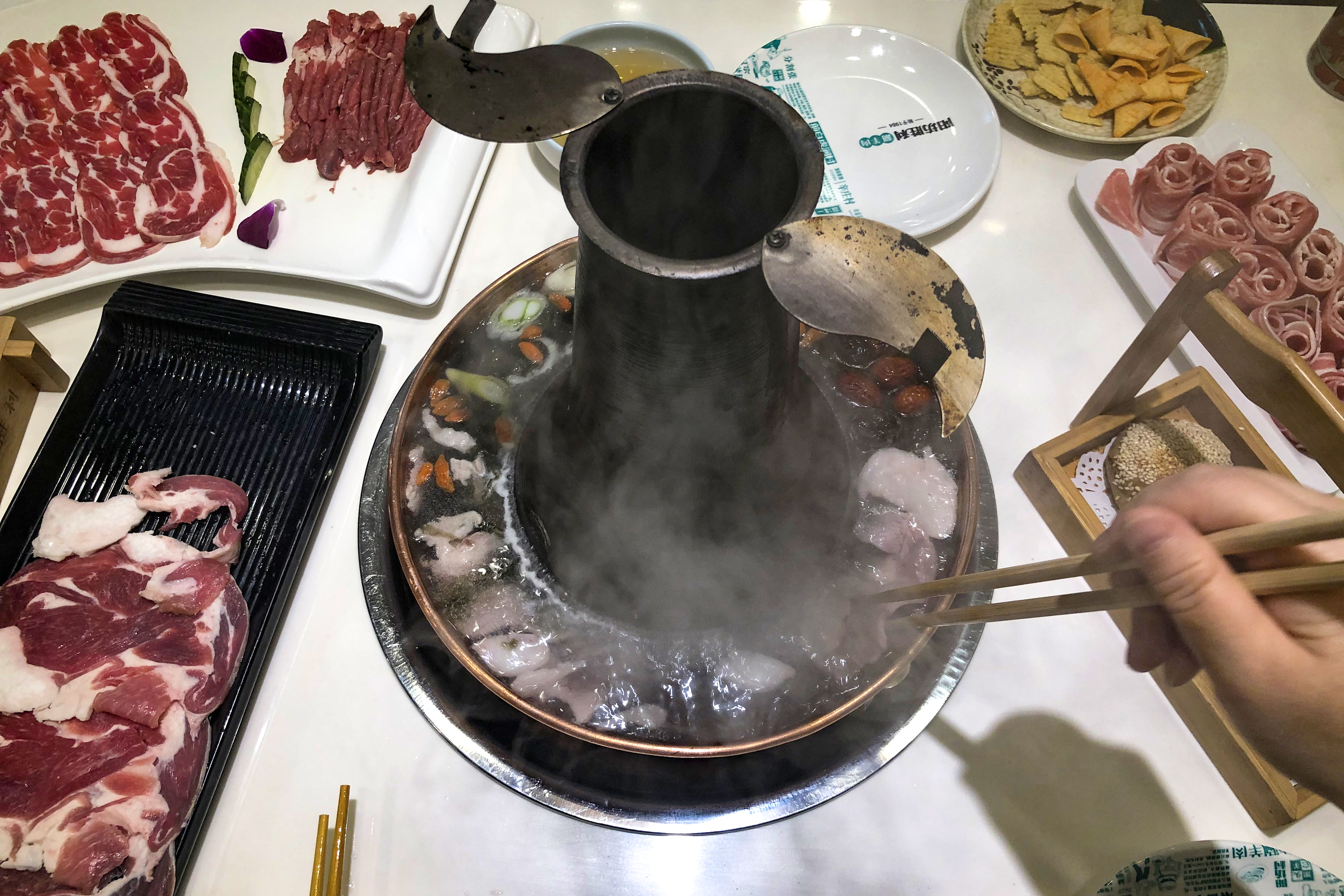
传统炭火銅鍋和不同部位的手切羊肉片

涮羊肉是一种流行于北京及其周边地区的传统火锅，因食材主要以羊肉为主，故而得名。《魏书》记载，三国时代，曹丕代汉称帝时期，已有用铜所制的火锅出现，人们使用火锅煮用来涮猪、牛、羊、鸡、鱼等各种肉食，但当时并不流行，后来随着烹调技术进一步的发展，各式各样的火锅也相继闪亮登场。到北宋时代，汴京（今开封）的酒馆，冬天已有火锅应市。到了清朝末期，民国初期，在全国已形成了几种不同的火锅而且各具特色。实际上，传统涮羊肉也讲究白菜、豆腐、粉丝等几类羊肉以外的食材。现代也开始将牛肉片作为涮羊肉的一种食材。同时，过去穷人未必吃得起肉，也常常只涮其他食材，所以北京本地人管涮羊肉也叫涮锅子。
具体而言是就将食材放入已盛有沸水的锅内，待涮熟后捞出沾调料就着烧饼食用。备料简单、器具方便、熟得快、搪时候，尤其是人们冬季的最爱。传统上，涮羊肉都使用一种特别的铜质炭火涮锅，在现代家庭内已多被电炉取代。

## 历史

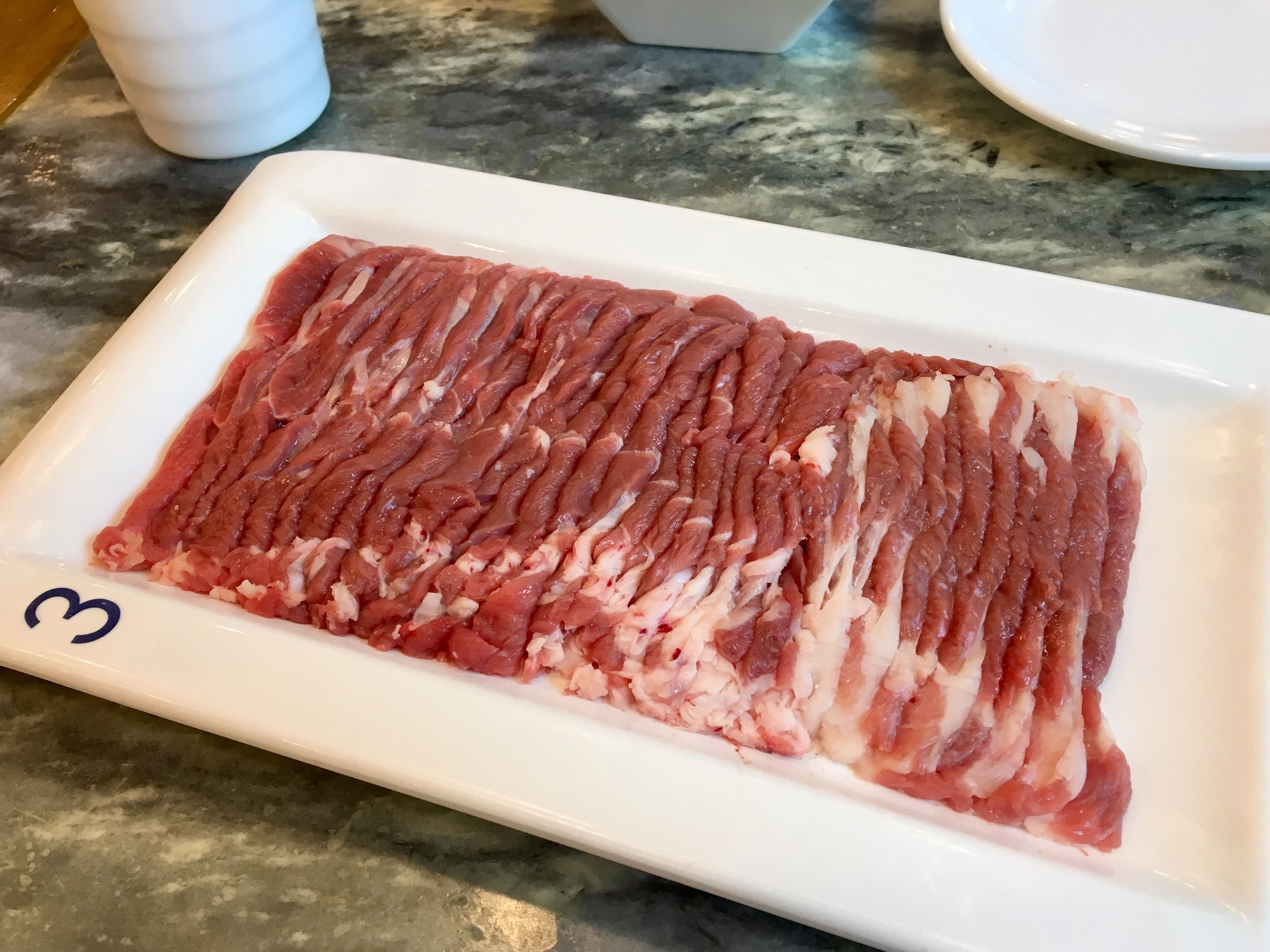
传统手切羊肉片

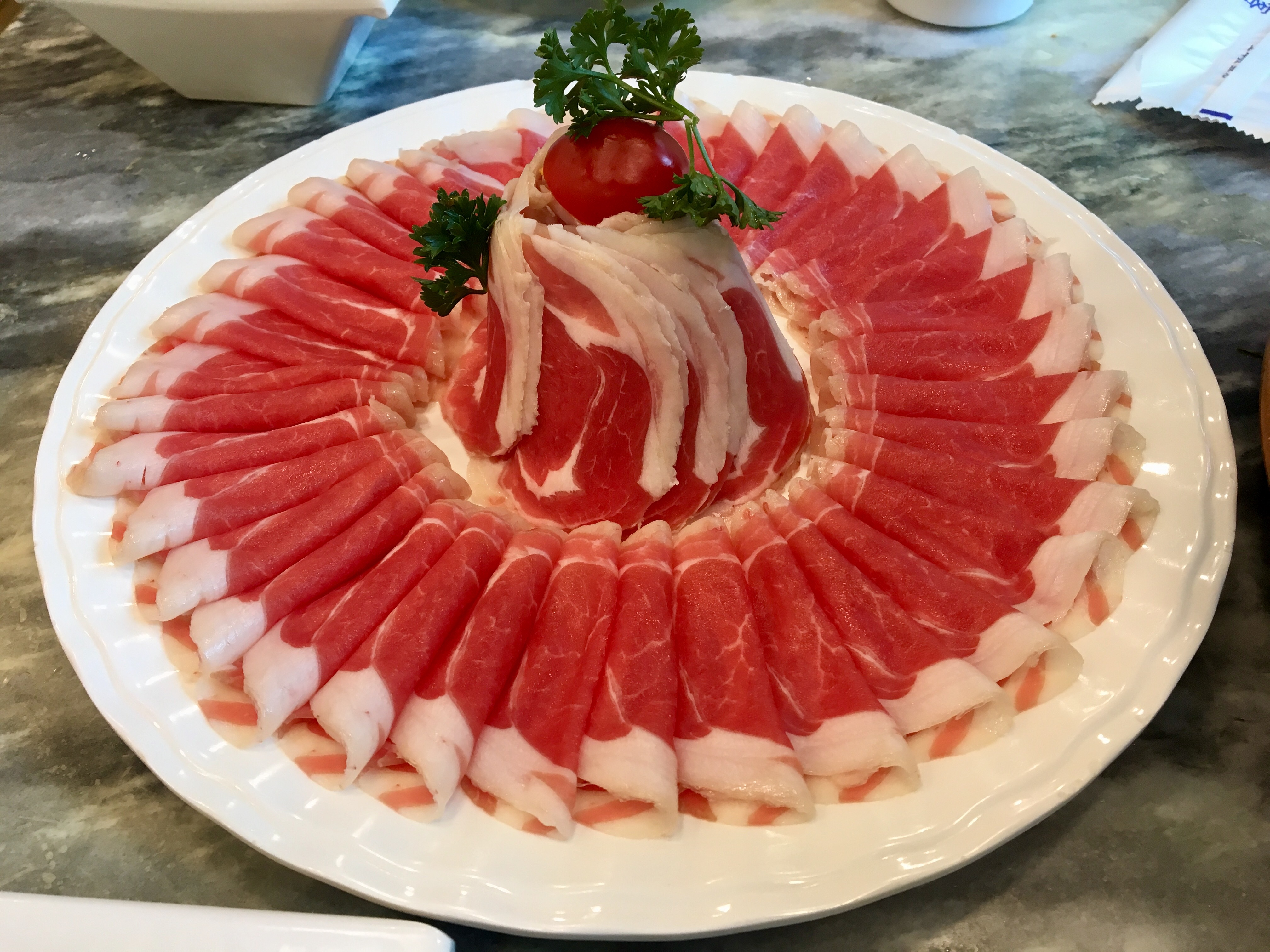
机切羊肉片

据传元世祖忽必烈南下時突然思念家乡的羊肉，因而叫厨师去煮，但敌人忽至，刚杀好羊而来不及下锅，于是厨师把羊肉切成薄片，放到滾水中涮，忽必烈吃完後便急忙迎戰。打完战回營後，忽必烈叫軍廚再做一次，忽必烈和將領們吃後讚不絕口，於是賜名“涮羊肉”。
清代时期，康熙、乾隆二帝所举办的几次规模宏大的“千叟宴”中就有羊肉火锅，后流传至市肆。

## 老字号
供应涮羊肉的饭馆在北京可谓多如牛毛，其中又以清真涮肉馆为大宗。最有名的老字号是东来顺。但近年来，北京各种涮肉馆也提供传统涮羊肉不使用的食材以满足急剧增加的外来人口对火锅口味的需求。主要有蟹肉棒和各种蔬菜和菌类。

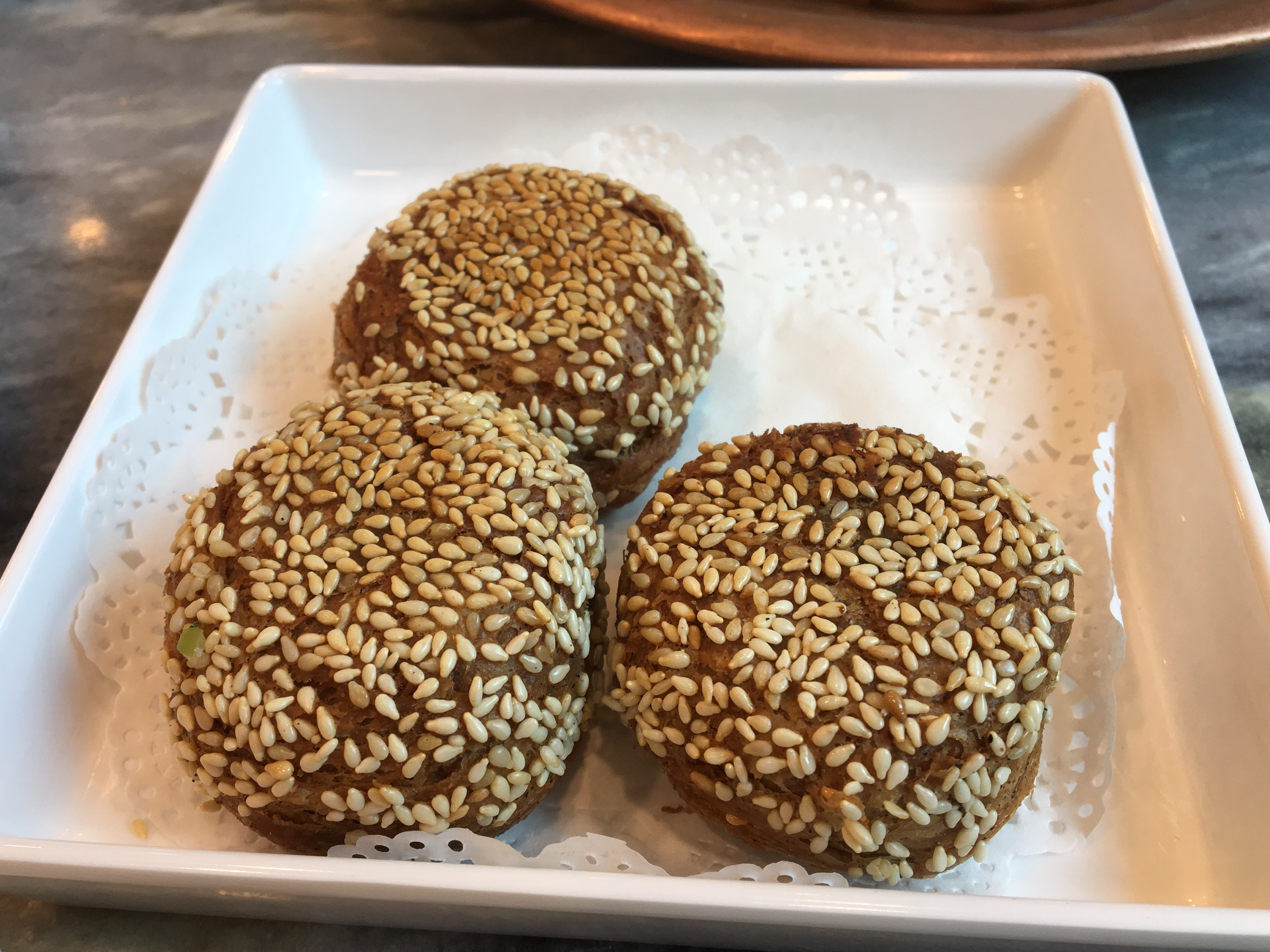
芝麻烧饼

## 食材
涮羊肉不同于火锅，其食材是基本固定的，不是什么食材都用的。
首先是肉，涮羊肉本身仅限于使用羊肉。店家菜单上有羊身上各个不同的部位的肉供食客选择。近年来，也添加了牛肉和大虾。而其他动物肉是不使用的。
羊肉讲究用口外的羊，要使用有肥有瘦的部分，要挑选精细鲜嫩，肉片纸薄均匀，调料多样味美，压成一定形状后覆上单子稍适冰镇，然后切成薄片，入锅稍涮即熟，涮肉醇香不膻，涮后即食。香味纯正，鲜嫩可口。近年来，也有将羊肉冷冻后用机器切的羊肉片，但口感较柴。所以至今手工羊肉片和机切羊肉片在店家的菜单上依然并存。
牛肉也讲究带有脂肪的肥牛肉片。
此外还有切成6～7毫米宽的羊肚或牛百叶，肚丝也分不同部位供食客选择。
其次是白菜。要用饱满鲜嫩的大白菜，以梆为主，略带一点叶，切成不大于10厘米长、3厘米宽的小块。
再次是豆腐。豆腐的使用又分冻豆腐和鲜豆腐两种。由于制作工艺的不同，近年来使用石膏点的豆腐逐渐成为了市场的主流，但是店家菜单上依然有卤水点的豆腐供食客选择。
再次是粉丝，选用绿豆淀粉制作的直径1毫米左右的粉丝，事先用水略微泡软备用。
再次是烧饼，多是吊炉烧饼，讲究层数多，里面的芝麻酱匀实，烧饼上芝麻瓷实。是涮羊肉中的主食。

### 锅底
传统的涮羊肉锅底就是清水加一两块葱段、姜片、几粒枸杞和虾仁等，没有其他辅料。近年来，由于外地的火锅的影响和北京的外来人口比例的急剧上升，一些店家也有在锅底中加鱼头、鸡肉等食材的现象。

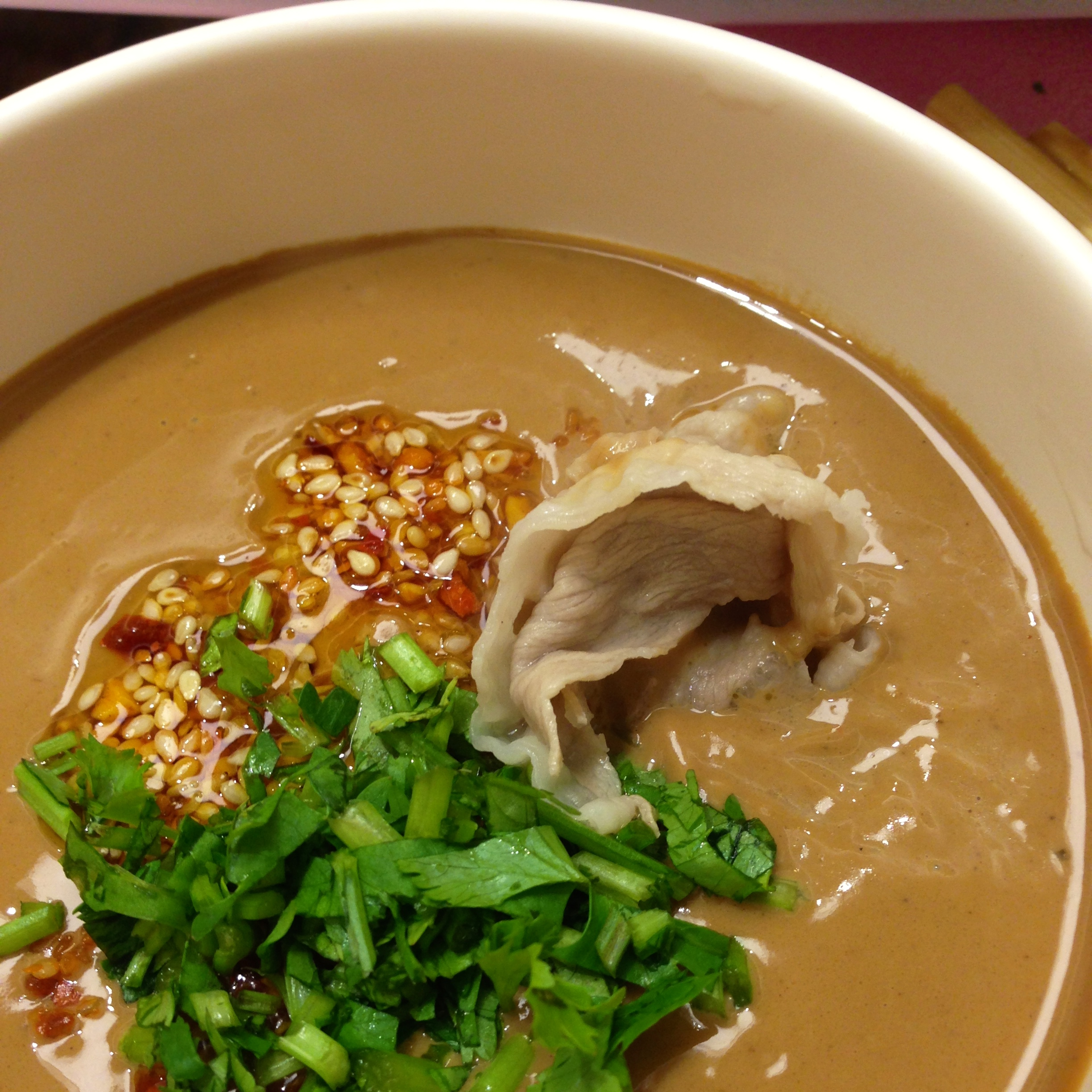
传统调料

### 调料
涮羊肉的调料有很多种，但必不可少的是芝麻酱、韭菜花和酱豆腐，再配上葱花和香菜即可。也可以再点上一点香油、撒几粒芝麻。非清真的涮羊肉店家往往还在调料中和入少许的酒。
传统上讲究的吃法，还可以按自身口味随意加入鱼露、虾油、料酒、辣椒油、酱油、醋等十几种佐料。但1949年后此种传统吃法已渐渐消失。近年来，也从南方地区传入了海鲜酱、沙茶酱的其他蘸料吃法。
除了调料，还有糖蒜也是涮羊肉中的重要一部分。

## 烹饪工具
传统的涮羊肉使用的是烧炭火的铜制涮锅，使用前需要预先把火炭点燃后放入铜锅中央的，但这个过程中会产生黑烟和一氧化碳。现在传统铜锅多使用无烟炭。近年来，酒精炉、燃气炉、电炉、电磁炉等已在家庭中取代了炭火，成为了各种家用涮锅的加热来源，同时涮锅也简化成了大敞口的平底锅形式。

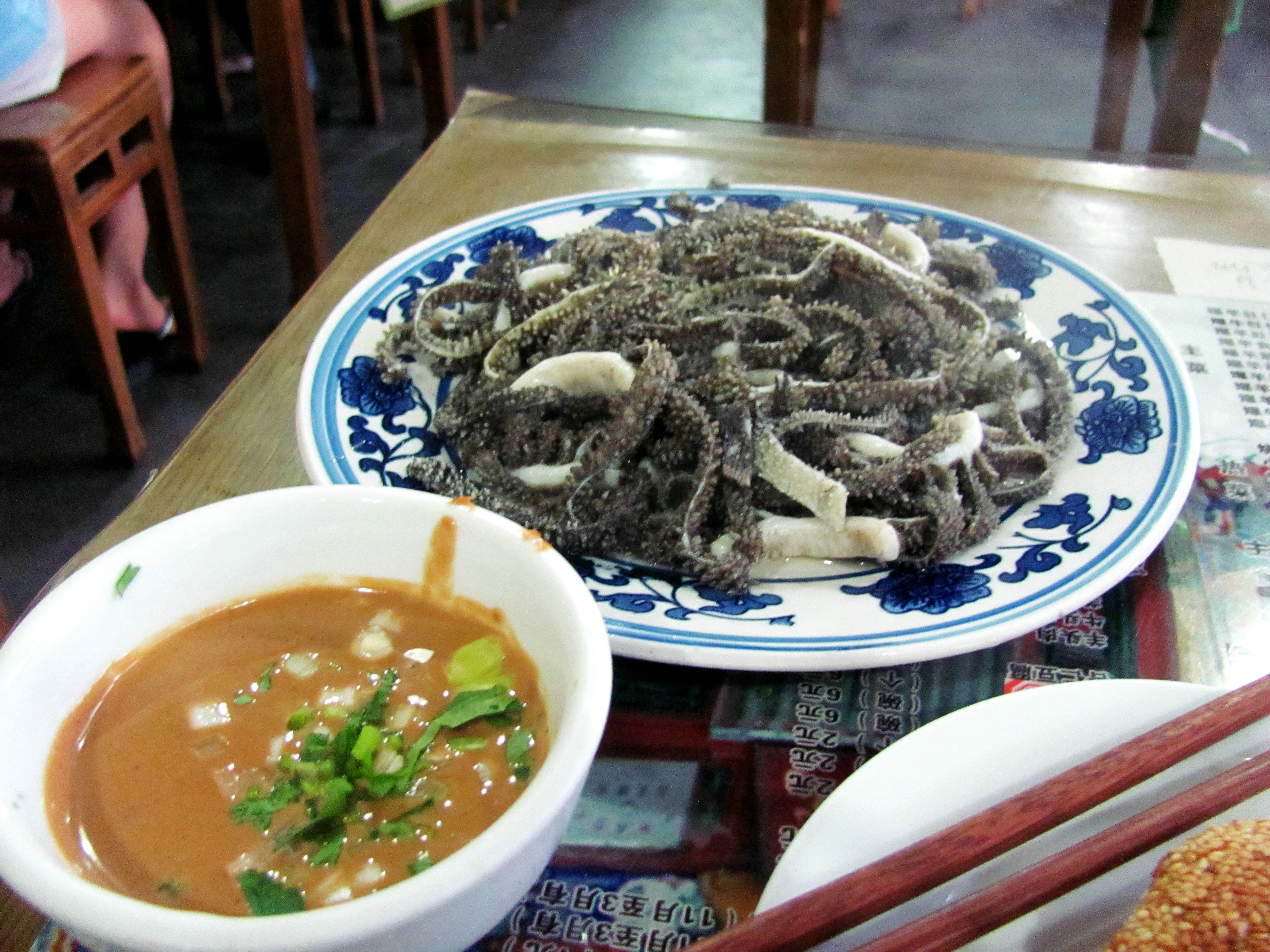
爆肚

## 步骤
涮羊肉首先要涮肉，之后是涮肚子。备好的肉和肚子涮完后，才可以放白菜、豆腐和粉丝。最后是喝汤，即以锅中涮过羊肉、肚子、白菜、豆腐、粉丝的汤来消化这些食物，取“原汤化原食”之意。过去的穷人在家涮锅子往往最后不喝汤，而是就着汤在锅中下绿豆杂面，但这在店家中不常见到。
近年来，也有在放白菜、豆腐和粉丝之后，涮大虾的吃法，最后的汤也就被添加了一份鲜味。

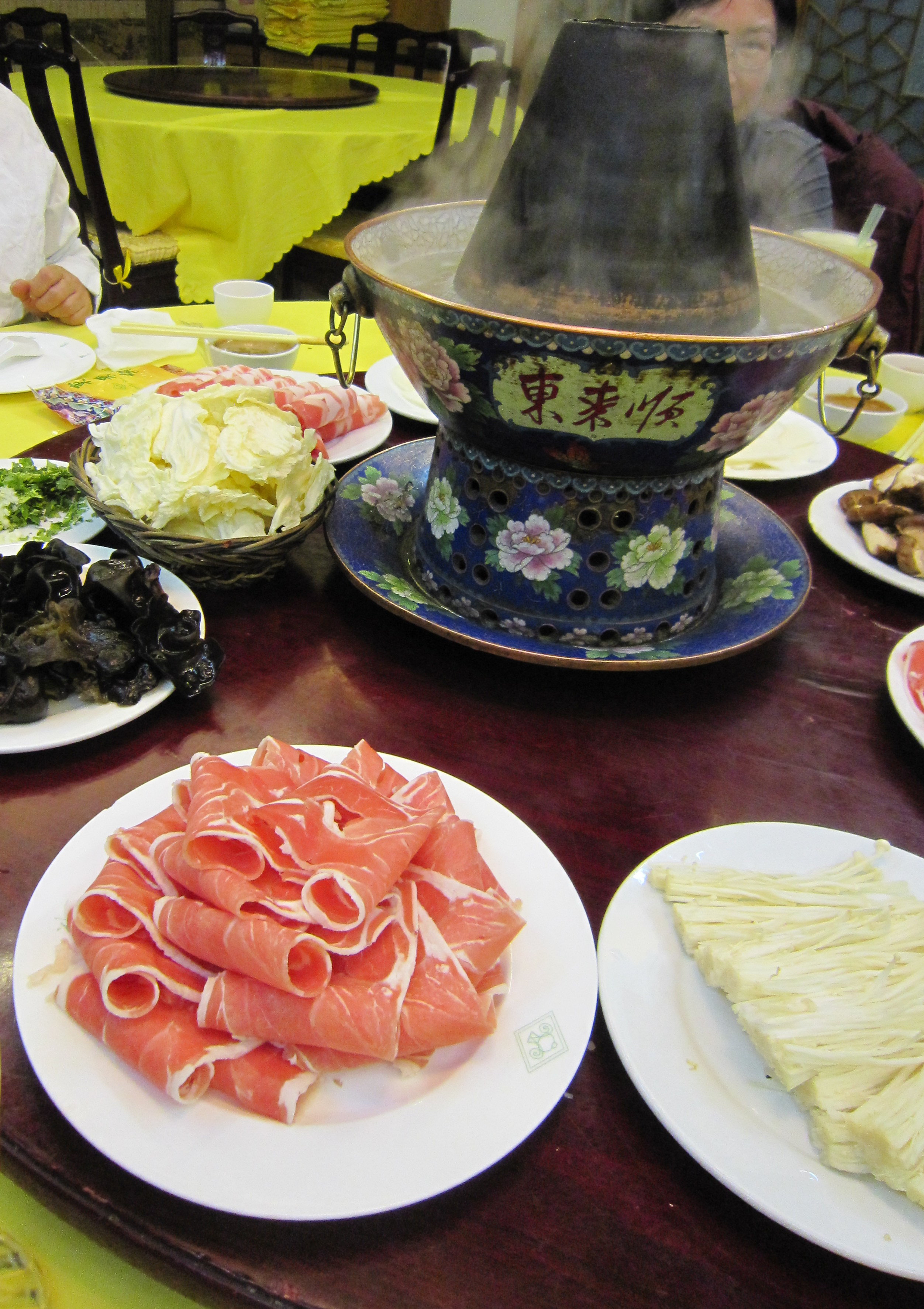
东来顺的火锅

## 营养价值
涮羊肉是一种具有北京特色的饮食。《本草纲目》记载：“羊肉有益精气、疗虚劳、补肺肾气、养心肺、解热毒、润皮肤之效。”唐代孟诜的《本草食疗》中记载：“凡味与羊肉同煮，皆可补也。”
羊肉性温，冬季常吃羊肉，不仅可以增加人体热量，抵御寒冷，而且还能增加消化酶，保护胃壁，修复胃粘膜，帮助脾胃消化，起到抗衰老的作用。

## 演化
涮羊肉中使用羊肚或牛百叶的吃法，由于用料价格低廉但味道独特，进一步发展为北京小吃爆肚。或者叫涮肚子，其中不同部位有不同的吃法。烹饪方法亦分化为油爆与水爆两种。